# Quercus robur
El roble común, roble albar, roble carballo, carballo, roble carvallo, carvallo, cajiga o roble fresnal (Quercus robur) es un árbol robusto, de porte majestuoso, que puede superar los 40 m de altura. Está clasificado en la Sección Quercus, que son los robles blancos de Europa, Asia y América del Norte. Tienen los estilos cortos; las bellotas maduran en seis meses y tienen un sabor dulce y ligeramente amargo. Las hojas carecen de una mayoría de cerdas en sus lóbulos, que suelen ser redondeados.

## Descripción

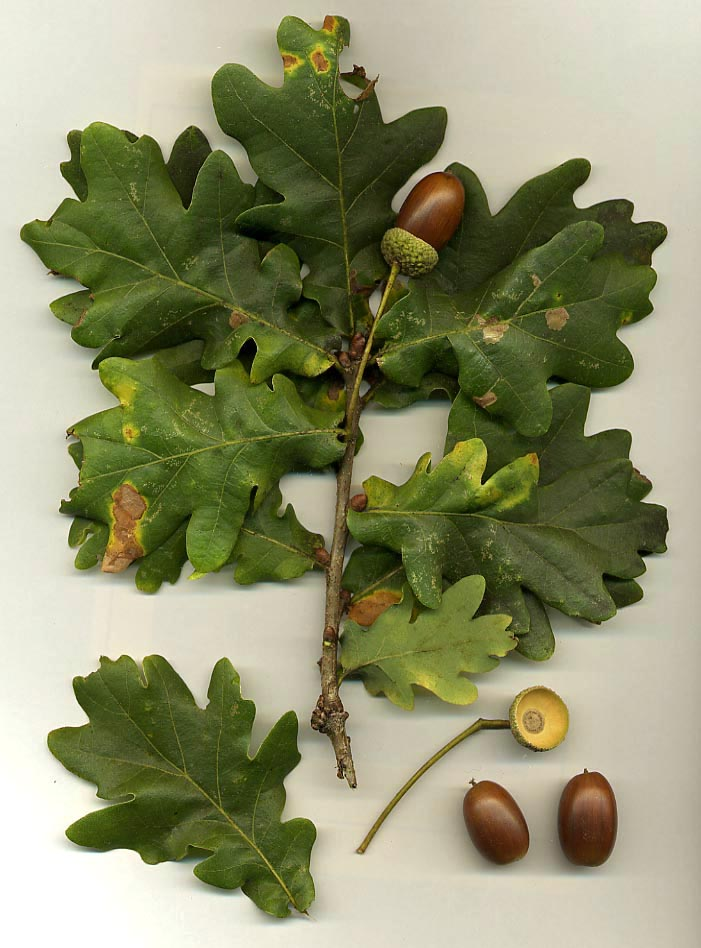
Hojas y bellotas

Árbol de copa amplia, tronco leñoso con grietas longitudinales y hoja caduca. Tronco derecho, corto y muy grueso en los ejemplares aislados, con ramas gruesas y algo tortuosas; corteza grisácea o blanquecina, muy resquebrajada y de tonalidad parduzca en los ejemplares viejos. 
Hojas grandes, simples, en disposición alterna, con estípulas alargadas que caen pronto; son lampiñas por las dos caras, de color verde intenso por el haz y más pálidas, con los nervios bien marcados, por la cara inferior; su forma es aovada, con peciolo muy corto (2 a 7 mm), con el borde, más o menos profundamente, lobulado y con los lóbulos desiguales y redondeados; suelen medir unos 6 a 12 cm de largo por unos 3 a 6 cm de ancho.
Flores masculinas en amentos colgantes, verde-amarillentas, que nacen solitarias o en grupos de ramillas del año anterior. Bellotas colgantes sobre un largo pedúnculo, aovado-oblongas, con caperuza o cascabillo de escamas casi planas, empizarradas.

## Floración
En el hemisferio norte produce las nuevas hojas por abril o mayo, las bellotas maduran en septiembre y caen en octubre.

## Hábitat
Se distribuye desde 0 a 1000 m sobre el nivel del mar, en suelos profundos y frescos, principalmente en los desprovistos de cal y algo húmedos. Requiere un clima húmedo, oceánico, donde se acuse poco la sequía estival y es algo resistente al frío. Se asocia o pone en contacto con hayedos o con robledales de Quercus petraea y Quercus pyrenaica, con los que forma híbridos con facilidad.

## Distribución

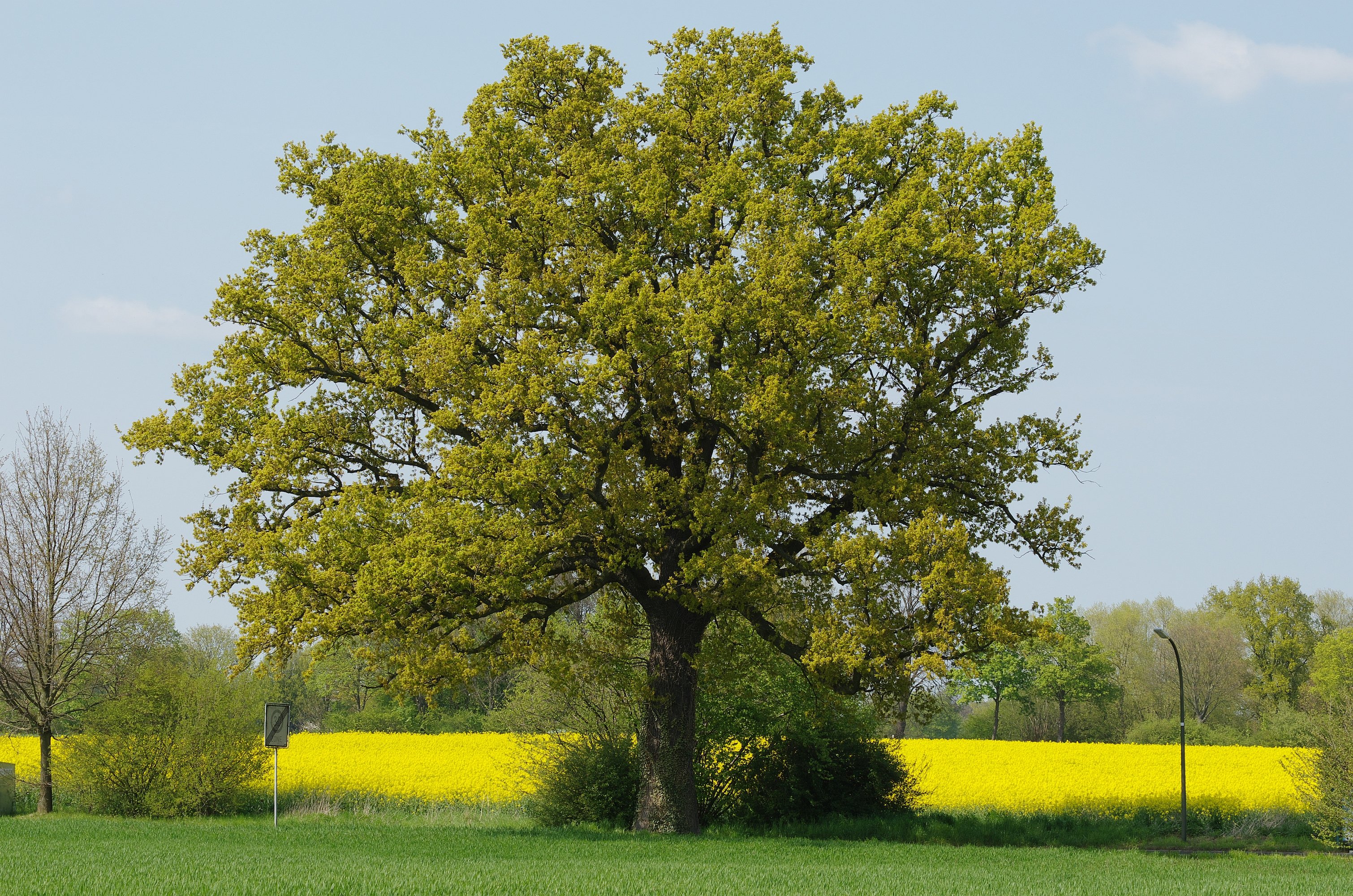
Ejemplar solitario de Quercus robur

En la mayor parte de Europa y en Asia occidental. En la península ibérica se extiende principalmente por las regiones atlánticas: mitad norte de Portugal, Galicia, Cantabria, Asturias, País Vasco y Navarra. También en León, La Rioja, Palencia, Huesca y Cataluña, sur de Salamanca y norte de Zamora. En forma aislada igualmente en algunas montañas del interior, y cultivado desde antiguo en la Casa de Campo de Madrid.

## Simbología
Es un árbol principalmente icónico en Galicia. Las carballeiras son el lugar de celebración de numerosas romerías, ferias y fiestas populares. También lo es en el País Vasco (España), Alemania y Letonia.
Bajo la copa de los robles se impartía justicia y se juraban antiguamente las leyes en algunas culturas de Europa, como en el caso del árbol de Guernica, un roble que hoy simboliza las libertades tradicionales de los vascos.
En los países escandinavos, los robles eran considerados los "árboles de tormentas", que representaban a Thor, el dios del trueno.

## Observaciones
El nombre específico elegido por Linneo para esta especie, robur, lo empleaban los romanos para designar los robles y cualquier tipo de madera dura y de gran solidez. La madera de este roble es de color pardo-leonado, muy dura, de grano fino, con anillos de crecimiento bien marcados, bastante pesada y muy resistente a la putrefacción aun dentro del agua.
Se viene utilizando desde antiguo para las duelas de los toneles y barricas de vino y licores, igual que en la construcción de barcos. Produce un buen carbón. Es un árbol de larga vida; puede superar los mil años y tarda en florecer hasta cuarenta o cincuenta años.

## Subespecies
Habitualmente se reconocen tres subespecies:
- Q. robur subsp. robur, que comprendería las poblaciones orientales, alcanzando por occidente hasta el borde de Galicia.
- Q. robur subsp. broteroana Schwarz, del norte de Portugal y noroeste de España, con los lóbulos de las hojas menos profundos, haz lustroso y cúpulas mayores (18-23 mm).
- Q. robur subsp. estremadurensis (Schwarz) Camus, del norte y centro de Portugal, llegando al extremo occidental de Sierra Morena, con hojas más delgadas, lustrosas por el haz, las de primavera, de nerviación secundaria regular, desprovista de nervios intercalares.

## Taxonomía
Quercus robur fue descrita por Carlos Linneo y publicado en Species Plantarum 2: 996. 1753.
Etimología
Quercus: Nombre genérico del latín que designaba igualmente al roble y a la encina.
robur: epíteto latíno
Sinonimia
- Quercus brutia Ten., Index Seminum (NAP) 1825: 11 (1825).
- Quercus robur var. brutia (Ten.) Ten., Fl. Napol. 4: 259 (1830).
- Quercus pedunculata subsp. brutia (Ten.) Nyman, Consp. Fl. Eur.: 660 (1881).
- Quercus racemosa Lam.[6]
- Quercus thomasii Ten., Index Seminum (NAP) 1825: 11 (1825).
- Quercus robur var. thomasii (Ten.) A.DC. in A.P.de Candolle, Prodr. 16(2): 5 (1864).
- Quercus brutia var. thomasii (Ten.) Simonk. ex Nyman, Consp. Fl. Eur.: 660 (1881).
- Sinonimia de Quercus robur subsp. imeretina  (Steven ex Woronow) Menitsky
  - Quercus imeretina Steven ex Woronow, Ejegodn. Exzotl. 1: 91 (1936).
  - Quercus erucifolia var. imeretina (Steven ex Woronow) O.Schwarz, Repert. Spec. Nov. Regni Veg. Sonderbeih. D: 119 (1937).
  - Quercus sessiliflora var. tcharachensis Albov, Prodr. Fl. Colchic.: 218 (1895).
  - Quercus pedunculata var. brevipetiolata Medw., Du. Kavk.: 5 (1908).
- Sinonimia de Quercus robur subsp. pedunculiflora (K.Koch) Menitsky
  - Quercus pedunculiflora K.Koch, Linnaea 22: 324 (1849).
  - Quercus pedunculata subsp. pedunculiflora (K.Koch) Maire & Petitm., Etude Pl. Vasc. Grèce: 198 (1908).
  - Quercus brutia subsp. pedunculiflora (K.Koch) O.Schwarz, Repert. Spec. Nov. Regni Veg. 33: 324, 333 (1934).
  - Quercus pedunculiflora var. typica A.Camus, Chênes, Atlas 2: 155 (1935), nom. inval.
  - Quercus pedunculata var. pedunculiflora (K.Koch) Stoj. & Stef., Fl. Bulgar.: 330 (1948).[7]